# Acanthochondrites annulatus
Acanthochondrites annulatus är en kräftdjursart som först beskrevs av Olsson 1869.  Acanthochondrites annulatus ingår i släktet Acanthochondrites och familjen Chondracanthidae. Inga underarter finns listade i Catalogue of Life.